# Dobrești (okręg Bihor)
Dobrești – wieś w Rumunii, w okręgu Bihor, w gminie Dobrești. W 2011 roku liczyła 2050 mieszkańców.